# 庄野宿

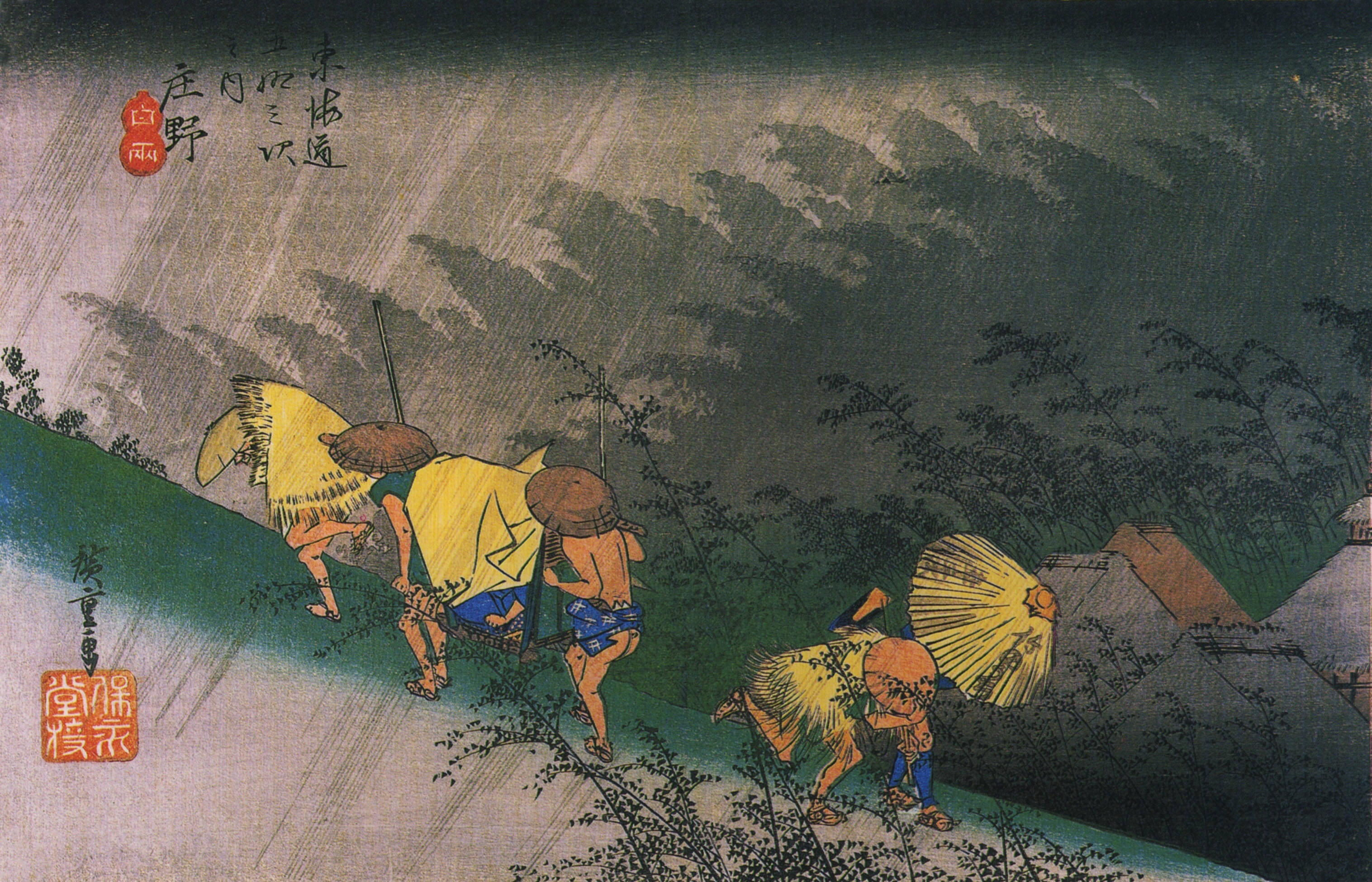
歌川広重「東海道五十三次・庄野」

庄野宿（しょうのしゅく、しょうのじゅく）は、東海道五十三次の45番目の宿場である。現在は三重県鈴鹿市。

## 最寄り駅
- JR関西本線 加佐登駅

## 史跡・みどころ
- 庄野宿資料館（旧小林家住宅）
- 問屋場跡
- 本陣跡
- 高札場跡
- 脇本陣跡

亀山宿までの史跡・みどころ
- 女人堤防
- 中冨田一里塚跡
- 和田の道標
- 和田一里塚

## 隣の宿
東海道
石薬師宿 - 庄野宿 - 亀山宿